# Dylan Scott
Dylan Scott Robinson (Bastrop, 22 ottobre 1990) è un cantante statunitense.
Legato a Curb Records, nel corso della sua carriera ha pubblicato un album in studio e vari EP. Ha inoltre ottenuto varie certificazioni oro e platino in madrepatria.

## Biografia
Dylan Scott pubblica il suo singolo di debutto Makin' This Boy Go Crazy nel 2013, a cui fa seguito un EP omonimo nel febbraio 2014. Negli anni successivi pubblica altri singoli, ottenendo il suo primo successo commerciale nel 2016 con My Girl: il brano raggiunge infatti la vetta della classifica US Country Airplay e ottiene il primo piazzamento di Scott nella Billboard Hot 100 (raggiunge la posizione 39) e il suo primo disco di platino negli Stati Uniti. In seguito a questi risultati pubblica un album eponimo, il quale raggiunge la top 40 della Billboard 200. 4 anni dopo la sua pubblicazione, l'album viene certificato oro per aver venduto 500 mila copie su suolo statunitense.
Nel 2017 pubblica il singolo Hooked, che successivamente viene certificato platino negli Stati Uniti. Sempre nel 2017 pubblica l'EP natalizio Merry Christmas, a cui fa seguito l'EP Stripped l'anno successivo. Nel 2018 pubblica il singolo Nothing to Do Town, che viene certificato oro in USA. Nel 2019 pubblica due EP, Nothing to Do Town e An Old Memory, riuscendo ad ottenere il suo secondo piazzamento nella Billboard 200 con il primo. Nel 2020 pubblica il singolo Nobody, che viene certificato oro.
Nel 2022 pubblica il suo secondo album in studio Livin' My Best Life.

## Vita privata
Scott è sposato con Blair Robinson, da cui ha avuto due figli.

## Discografia

### Album in studio
- 2016 – Dylan Scott
- 2022 – Livin' My Best Life

### EP
- 2014 – Makin' This Boy Go Crazy
- 2017 – Merry Christmas
- 2018 – Stripped
- 2019 – Nothing to Do Town
- 2019 – An Old Memory

### Singoli
- 2013 – Makin' This Boy Go Crazy
- 2014 – Mmm, Mmm, Mmm
- 2014 – Lay It on Me
- 2015 – Crazy Over Me
- 2016 – My Girl
- 2017 – Hooked
- 2018 – Nothing to Do Town
- 2020 – Nobody
- 2021 – New Truck
- 2022 – Can't Have Mine (Find You a Girl)
- 2023 – Boys Back Home (con Dylan Marlowe)
- 2024 – This Town's Been Too Good to Us